# ジョーゼフ・インズリー・アンダースン

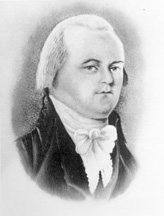
ジョーゼフ・インズリー・アンダースン

ジョーゼフ・インズリー・アンダースン（Joseph Inslee Anderson、1757年11月5日 - 1837年4月17日）は、アメリカ合衆国の政治家である。連邦上院議員を務めた後、財務省の初代会計監査官となった。

## 生涯
アンダースンはペンシルヴェニア州フィラデルフィアの近郊に生まれた。アメリカ独立革命中に大陸軍ニュージャージー戦線の指揮官となり、連隊の主計長を務めた。
革命後、彼はデラウェア州の弁護士となった。1891年には南西部領土の連邦裁判官に任命された。1796年、テネシー州で初の州憲法を制定するための議会に代表として参加した。1797年には、テネシー州議会の上院議員ウィリアム・ブラウントの罷免に伴う補欠選挙に当選した。この時の任期は1799年3月3日で満了することになっていたが、1798年12月12日にアンダースンはテネシー州議会における別の上院議員として当選し、1803年3月3日の任期満了まで務めた。
その後もアンダースンは、1815年に3月3日に引退するまで同職に長くあり続けた。彼は1803年と1809年に州議会議員に再選された。第8議会（1803年 - 1804年）にて、彼は上院仮議長を務めた。連邦上院から引退した後はワシントンD.C.に留まり、財務省の会計管理官に任命されて1815年から1836年まで奉職し、その翌年に死去した。遺体はワシントンのアナコスティア地区に位置する議会墓地に埋葬された。テネシー州アンダースン郡は、彼を顕彰して命名された。また、息子のアレグザンダー・アウトロウ・アンダースンは、後にテネシー州選出の上院議員となった。